# Björn Järnsida
För andra betydelser, se Björn Järnsida (olika betydelser).
Björn Järnsida, latin bier cotae ferrae, Björn Járnsíða, var en viking som gjorde vikingatåg i Frankrike och Medelhavet på 800-talet, och anses vara en av Sveriges sagokungar. Björn skall ha omkommit efter 862, då hans skepp förliste utanför Frisiska öarna, efter ett lyckat vikingatåg till Medelhavet med Håstein.

## Biografi
Enligt Hervarar saga och Ragnar Lodbroks saga skulle han ha varit en av Ragnar Lodbroks söner, och skall ha deltagit i faderns erövring av Paris.
Björn erhöll enligt sagan sitt tillnamn järnsida eftersom han aldrig blev skadad i strid. Detta förklarades med hans mors användning av sejd för att göra honom osårbar. Enligt Hervarar saga fick han Svitjod i arv från sin far medan brodern Sigurd Ormiöga ärvde resten av Skandinavien. De andra Lodbrokssönerna hette Ivar Benlös och Vitsärk.  
Enligt sagorna skall Björn ha grundat en ny svensk kungaätt, Björn Järnsidas ätt. Enligt Johan Peringskiöld var Björn begravd i Björnshögen vid Husby på Munsö i Mälaren. Flera av hans ättlingar kom att ges namnet Björn. Han fick två söner, Refil och Erik Björnsson, och den sistnämnde skulle enligt sagan ärva Svitjods tron efter honom.